# Коксала
Коксала́ (каз. Көксала) — село у складі Аягозького району Абайської області Казахстану. Входить до складу Айгизького сільського округу.
Населення — 134 особи (2021; 310 у 2009, 156 у 1989).
Національний склад станом на 1989 рік:
- казахи — 100 %